# گلدزورثی لوز دیکنسون
گلدزورثی لوز دیکنسون (انگلیسی: Goldsworthy Lowes Dickinson; ۶ اوت ۱۸۶۲ – ۳ اوت ۱۹۳۲) معروف به گلدی (به انگلیسی: Goldie) دانشمند علوم سیاسی، فیلسوف، و تاریخ‌نگار اهل بریتانیا بود. او بیشتر عمرش را در دانشگاه کمبریج گذراند و رساله‌اش را در باب فلسفه نوافلاطونی نوشت. او به‌شدت از شرکت بریتانیا در جنگ جهانی اول نگران بود و با شروع جنگ ایدهٔ جامعه ملل را مطرح کرد و مقالاتی نوشت که افکار عمومی را به ایجاد چنین سازمانی سوق داد.